# 데곰
데곰(원시 인도유럽어: Dʰéǵʰōm) 또는 플레트위흐(원시 인도유럽어: Pleth₂wih₁)는 원시 인도유럽 신화의 지모신으로, 천공신 디에우스 프테르의 아내이다. 인도 신화의 지모신 프리티비의 원형으로 추정된다.